# Paul G. Richards

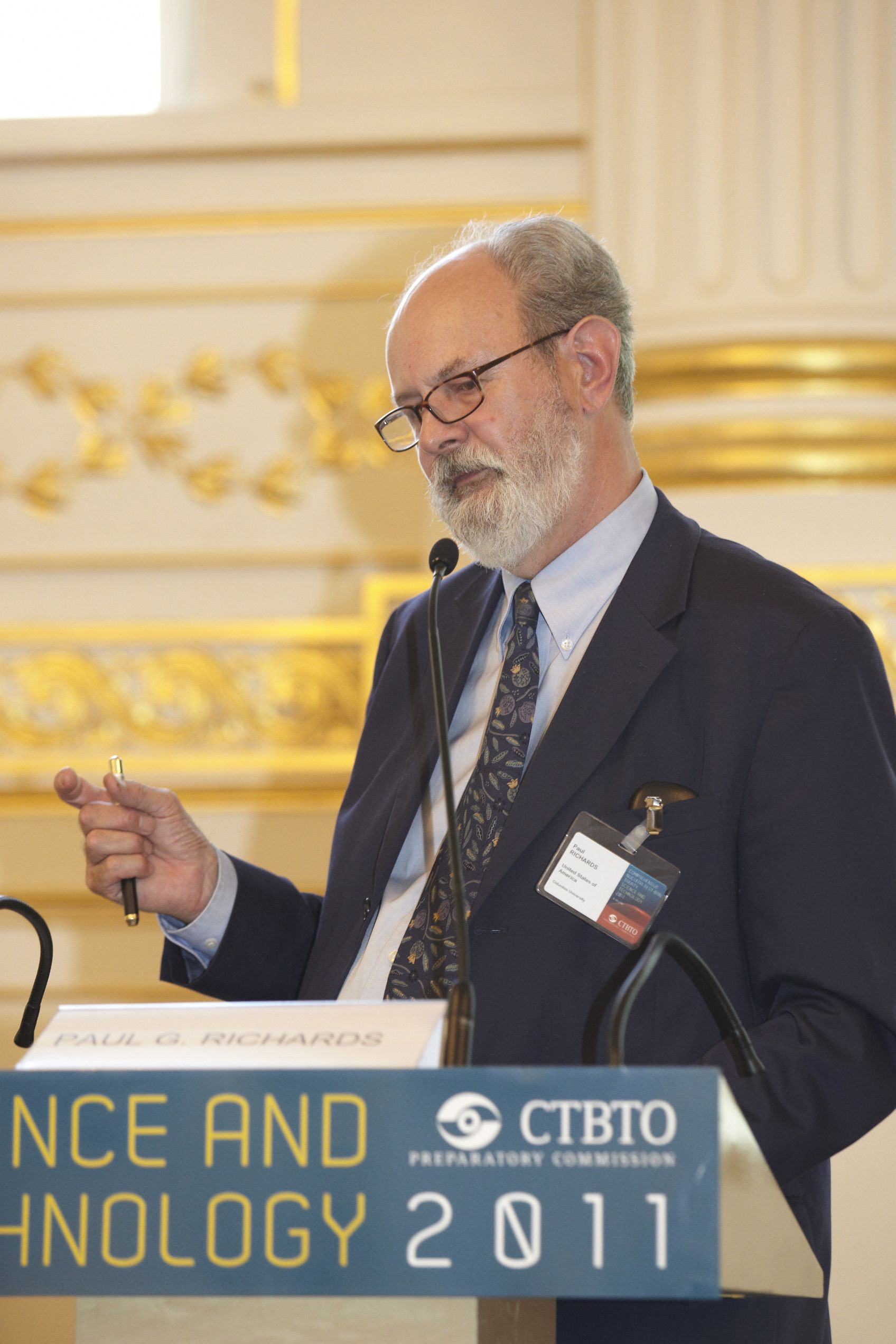
Paul G. Richards (2011)

Paul G. Richards (* März 1943 in Cirencester, Gloucestershire) ist ein britisch-US-amerikanischer Geophysiker (Seismik).
Richards studierte an der Universität Cambridge mit dem Bachelor-Abschluss in Mathematik 1965 und am Caltech mit dem Master-Abschluss in Geologie 1966 und der Promotion in Geophysik 1970 (Dissertation: A contribution to the theory of high frequency elastic waves, with applications to the shadow boundary of the Earth's core).
1971 wurde er Assistant Professor, 1976 Associate Professor und 1979 Professor für Geowissenschaften an der Columbia University. Richards war von 1996 bis zur Emeritierung 2008 Professor für Geo- und Umweltwissenschaften. Von 1980 bis 1983 stand er der Fakultät für Geowissenschaften vor und war Associate Director des Lamont-Doherty Earth Observatory. Ab 1987 war er Mellon Professor für Naturwissenschaft am Lamont-Doherty Earth Observatory der Columbia University.
1993/94 war er zu einem Sabbatjahr-Aufenthalt beim U.S. Arms Control and Disarmament Agency, 1989/90 am Lawrence Livermore National Laboratory, 1997 am Los Alamos National Laboratory und 1977/78 als Guggenheim Fellow in Neuseeland. 1977 besuchte er das Institut für Physik der Erde in Moskau und 1983 war er Gastprofessor in Peking.
Er untersuchte quantitativ die Auswirkungen von Beugung, Abschwächung und Streuung auf die Form seismischer Wellen und ist bekannt für die Entwicklung von seismischen Methoden zur Untersuchung von Nuklearwaffentests (seit 1985 ist er im Seismic Review Panel (SRP) des U.S. Air Force Tactical Applications Center (AFTAC)). Unter anderem mit Wellen aus Kernwaffentests fand er Hinweise auf eine Rotation des inneren Erdkerns.
1993 wurde er Fellow der American Association for the Advancement of Science und 2008 der American Academy of Arts and Sciences. 1992 bis 1994 stand er der Abteilung Seismik der American Geophysical Union vor, deren Fellow er seit 1977 ist.
2006 erhielt er den Leo Szilard Lectureship Award. Er ist Fellow der American Physical Society. 2010 erhielt er die Harry Fielding Reid Medal der Seismological Society of America.
1980 wurde er US-Staatsbürger.

## Schriften (Auswahl)
- mit William H. Menke: The apparent attenuation of a scattering medium, Bulletin of the Seismological Society of America, Band 73, 1983, S. 1005–1021
- mit Xiaodong Song: Seismological evidence for differential rotation of the Earth's inner core, Nature, Band 382, 1996, S. 221–224
- mit Keiiti Aki: Quantitative Seismology: Theory and Methods, University Science Books, 2. Auflage 2002
- Earth's Inner Core --- Discoveries and Conjectures, 2000 (Jeffreys Lectures, kürzere Version in J. Roy. Astron. Soc., Band 41, 2002, S. 20–24)
- mit Xiaoping Yang, Robert North, Carl Romney: Worldwide Nuclear Explosions, in W. H. K. Lee u. a. (Hrsg.), International Handbook of Earthquake and Engineering Seismology, Academic Press 2002, Kapitel 84
- mit Won-Young Kim:  Monitoring for Nuclear Explosions, Scientific American, März 2009